# Werner Schröer
Werner Schröer (12 de febrero de 1918 en Mülheim an der Ruhr - 10 de febrero de 1985 en Ottobrunn) fue un piloto de caza alemán y as de la Luftwaffe durante la Segunda Guerra Mundial. Sirvió en la Luftwaffe desde 1937 hasta el final de la guerra en 1945.

## Carrera militar
En agosto de 1940, Schröer se incorporó al Escuadrón 2./Jagdgeschwader 27 (JG 27) que estaba operando sobre el Canal de la Mancha y el sur de Inglaterra. En marzo de 1941, el Grupo I./JG 27 fue enviado a África del Norte en apoyo de la Afrikakorps. El primer derribo de Schröer fue un Hurricane el 19 de abril de 1941, pero luego se vio obligado a realizar un aterrizaje forzoso con su caza Bf 109 cerca de su aeródromo. El 21 de abril, en un combate contra una formación de Hurricane, colisionó con otro avión, sufrió heridas leves y tuvo que realizar otro aterrizaje de emergencia. El 29 de agosto de 1941 Schröer participó en un combate aéreo enfrentándose a Clive Caldwell del Escuadrón Nº 250 de la RAF al noroeste de Sidi Barrani. En el curso de la batalla, Schröer consiguió dañar el caza P-40 Tomahawk de Caldwell, sufriendo éste heridas de bala en la espalda, el hombro izquierdo y en una pierna. En diciembre de 1941 su cuenta de derribos era de siete.

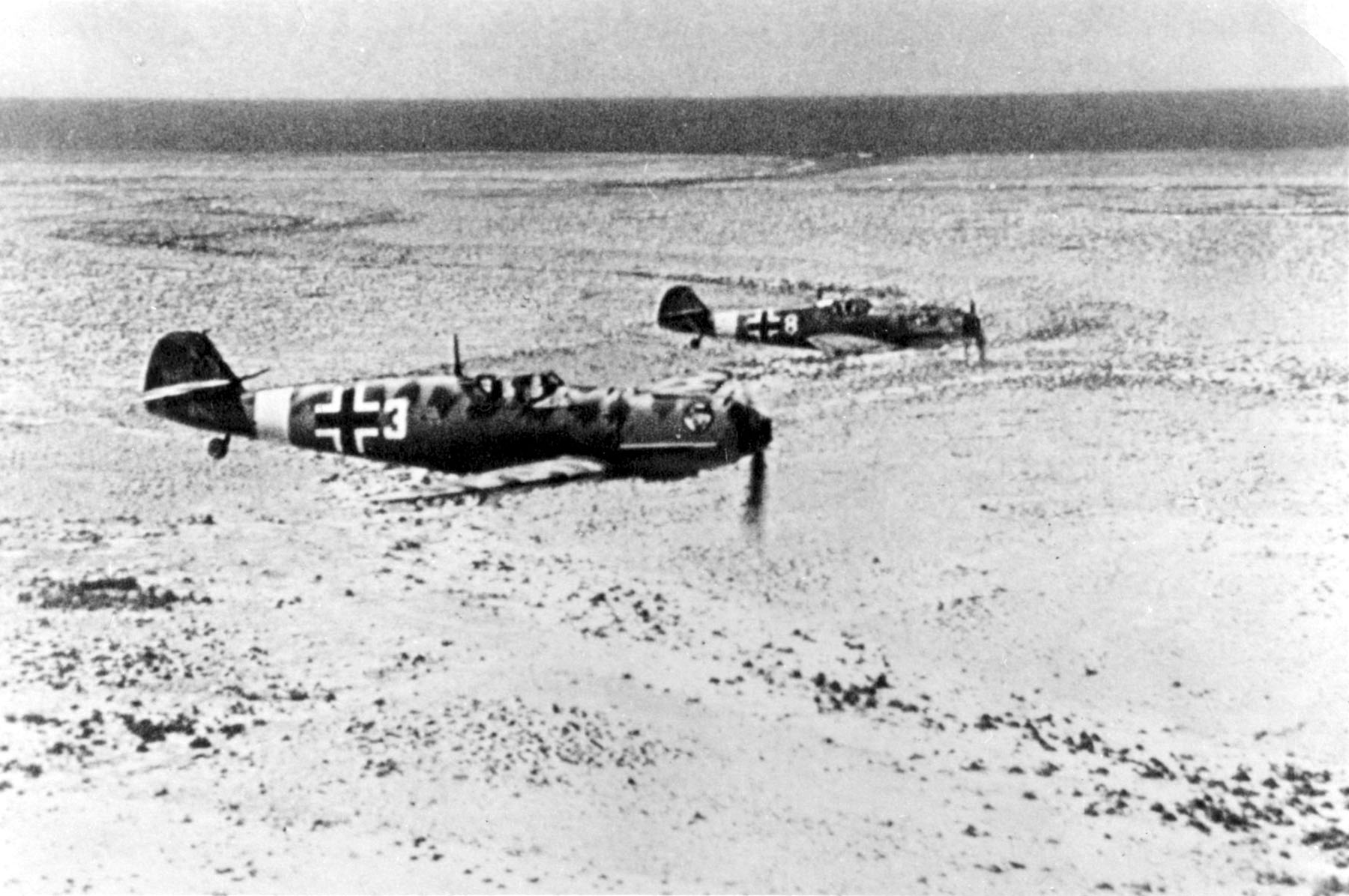
Dos 109E del JG 27 en vuelo sobre el Norte de África

En marzo de 1942, se convirtió en Adjutant del Grupo I./JG 27 antes de ser nombrado capitán del Escuadrón 8./JG 27 en junio. En septiembre fue galardonado con la Cruz Alemana en oro. También en septiembre reclamó el derribo de 13 aviones enemigos, incluidos los seis que derribó el 15 de septiembre, alcanzando una cifra total de derribos de 40. No obstante, cabe señalar que los pilotos alemanes en el norte de África reclamaron muchos más derribos de los que realizaron el 15 de septiembre de 1942; los registros de los escuadrones de la Desert Air Force (DAF) indican que las unidades de caza alemanas confirmaban derribos en exceso, llegando en algunas ocasiones a sobrepasarse en un 200%.

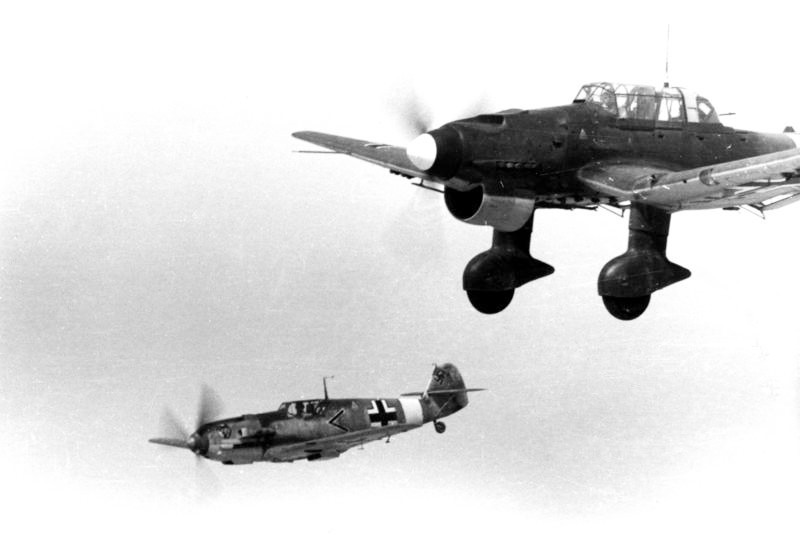
Caza Messerschmitt Me 109 E del Grupo I./Jagdgeschwader 27 (JG 27) y un Junkers Ju 87 B del Grupo II./St G 2

El teniente Schröer fue galardonado con la Cruz de Caballero (Ritterkreuz) el 21 de octubre por haber logrado 49 victorias. El 4 de noviembre, Schröer derribó dos bombarderos B-24.
Ya con el grado de capitán, Schröer se convirtió en Jefe del grupo II./JG 27 en abril de 1943. Operando sobre Sicilia y el sur de Italia, Schröer derribó 22 aviones aliados, 12 de ellos eran bombarderos pesados cuatrimotores. El 2 de agosto recibió las Hojas de Roble para su Cruz de Caballero (Eichenlaub), por haber conseguido 84 derribos.
En agosto de 1943, el Grupo II./JG 27 fue trasladado a Wiesbaden-Erbenheim en Alemania para misiones de Defensa del Reich. El 6 de septiembre, cuatro bombarderos fueron derribados y reclamados por el II./JG 27, tres de los cuales lo fueron por Schröer.
El 7 de enero de 1944, Schröer derribó un P-38 Lightning pilotado por Joseph P. Marsiglia (55º Grupo de cazas, 338º Escuadrón de cazas). Marsiglia tuvo que saltar de su avión y fue aprehendido cerca de Holz en el distrito de Saarbrücken.
En marzo de 1944, el Comandante Schröer fue nombrado Jefe del Grupo III./Jagdgeschwader 54 (JG 54), con base en Lüneberg. El 24 de mayo, Schröer reclamó el derribo de un caza P-51 y de dos P-47, lo que hacían que el total de sus derribos fuese ya de 102. El 21 de julio de 1944, Schröer fue trasladado como instructor a una escuela de pilotos de caza. En febrero de 1945, fue nombrado Geschwaderkommodore (Jefe de Ala) del Ala de Cazas Jagdgeschwader 3 (JG 3). Reclamó el haber derribado 12 aviones rusos. El 19 de abril de 1945 recibió las Espadas para su Cruz de Caballero. 
Murió el 10 de febrero de 1985, en Ottobrunn, a la edad de 67 años.

## Logros
Werner Schröer fue condecorado con la Cruz de Caballero con Hojas de Roble y Espadas. Logró 114 derribos confirmados a lo largo de 197 misiones de combate. 102 de sus victorias las consiguió contra aviones de los Aliados, incluidas las 61 logradas en África del Norte, y 26 fueron bombarderos cuatrimotores.

## Condecoraciones
- Medalla de sufrimientos por la patria (Verwundetenabzeichen) en negro
- Broche de misiones de combate de la Luftwaffe en oro (Frontflugspange)
- Insignia combinada piloto - observador (Flugzeugführer- und Beobachterabzeichen)
- Ehrenpokal der Luftwaffe (Copa de honor de la Luftwaffe)
- Cruz Alemana en oro (9 de septiembre de 1942)
- Cruz de Hierro de 2ª y 1ª clase
- Cruz de Caballero de la Cruz de Hierro con Hojas de Roble y Espadas'
  - Cruz de Caballero (20 de octubre de 1942)
  - 268. Hojas de Roble (2 de agosto de 1943)
  - 144. Espadas (19 de abril de 1945)